# Geschichte der Stadt Aachen
Die Geschichte der Stadt Aachen umfasst die Entwicklungen auf dem heutigen Gebiet der Stadt Aachen von der ersten Besiedlung bis zur Gegenwart. Sie beginnt bereits in der Jungsteinzeit, als in der Gegend Feuerstein abgebaut wurde. Die Römer bauten auf dem heutigen Stadtgebiet Thermalbäder für ihre Soldaten, die nach dem Rückzug der römischen Truppen im 4. Jahrhundert von den Franken weiter genutzt wurden. Ihre größte Bedeutung hatte die Stadt sicher als De-facto-Residenz von Karl dem Großen und einiger nachfolgender Karolinger sowie später daran anknüpfend als Krönungsort von 30 deutschen Königen. Ab dem 17. Jahrhundert wurde Aachen zur Kur- und Badestadt ausgebaut und auch deswegen zum beliebten Aufenthaltsort von Kaiser Napoléon, der sich dabei aber auch der karolingischen Wurzeln Frankreichs zur eigenen Herrschaftslegitimierung bediente. Auch heute noch Kurort, ist Aachen durch die ausgezeichnete Technische Hochschule außerdem zu einem modernen Hochtechnologiestandort herangewachsen.

## Von der Steinzeit bis zu den Römern
Die frühesten Hinweise auf eine menschliche Siedlung auf dem Gebiet der heutigen Stadt Aachen stammen aus der Jungsteinzeit. In dieser Zeit (etwa 3000–2500 v. Chr.) wurde bereits auf dem Lousberg, Schneeberg und Königshügel Feuerstein abgebaut und reger Handel damit getrieben. Auch in der Bronzezeit (etwa ab 1600 v. Chr.) war der Aachener Raum besiedelt, von dieser Zeit zeugen die Reste von Hügelgräbern, wie sie zum Beispiel auf dem Klausberg gefunden wurden.
Später, in der Eisenzeit, siedelten Kelten und Germanen in dieser Gegend, sie huldigten im sumpfigen Talkessel Aachens, in dem zahlreiche Bäche ihr Wasser in die Wurm entließen, dem Wassergott Grannus, einem antiken keltisch-germanischen Gott des Lichts, des Feuers, der heißen Quellen und des Heilens. Erst im Gallischen Krieg wurde die Gegend vom römischen Feldherrn Julius Caesar unterworfen.
Etwa um Christi Geburt legten die Römer auf dem heutigen Stadtgebiet eine planmäßige Siedlung, mindestens seit dem Mittelalter Aquae Granni genannt, an. Sie nutzten die heißen, schwefelhaltigen Quellen und bauten die Ansiedlung gezielt zu einem Heilbad mit mehreren Thermalanlagen aus. Die erste Anlage wurde von der VI. Legion zu Beginn des 1. Jahrhunderts am Büchel errichtet, gegen Ende des Jahrhunderts kamen die Münstertherme sowie zwei Wasserleitungen und möglicherweise ein Heiligtum des Gottes Grannus hinzu. Ein forumartiger, von Säulenhallen umgebener Platz verband die beiden Thermenkomplexe. Eine umfangreiche Wohnbebauung und ein Handwerkerviertel existierten ebenfalls. Auch im nahen Burtscheid wurden von den Römern Thermen errichtet. Nahe dem heutigen Kornelimünster entstand ein Tempelbezirk, von den Römern Varnenum genannt.
Zwischen Ende des 4. bis Anfang des 5. Jahrhunderts brach die römische Verwaltung in Aachen zusammen. Rom zog seine Truppen aus der Gegend ab, Aachen blieb jedoch besiedelt. Im Zuge der Völkerwanderung kamen auch Franken in den Aachener Raum.

## Zeit der Karolinger

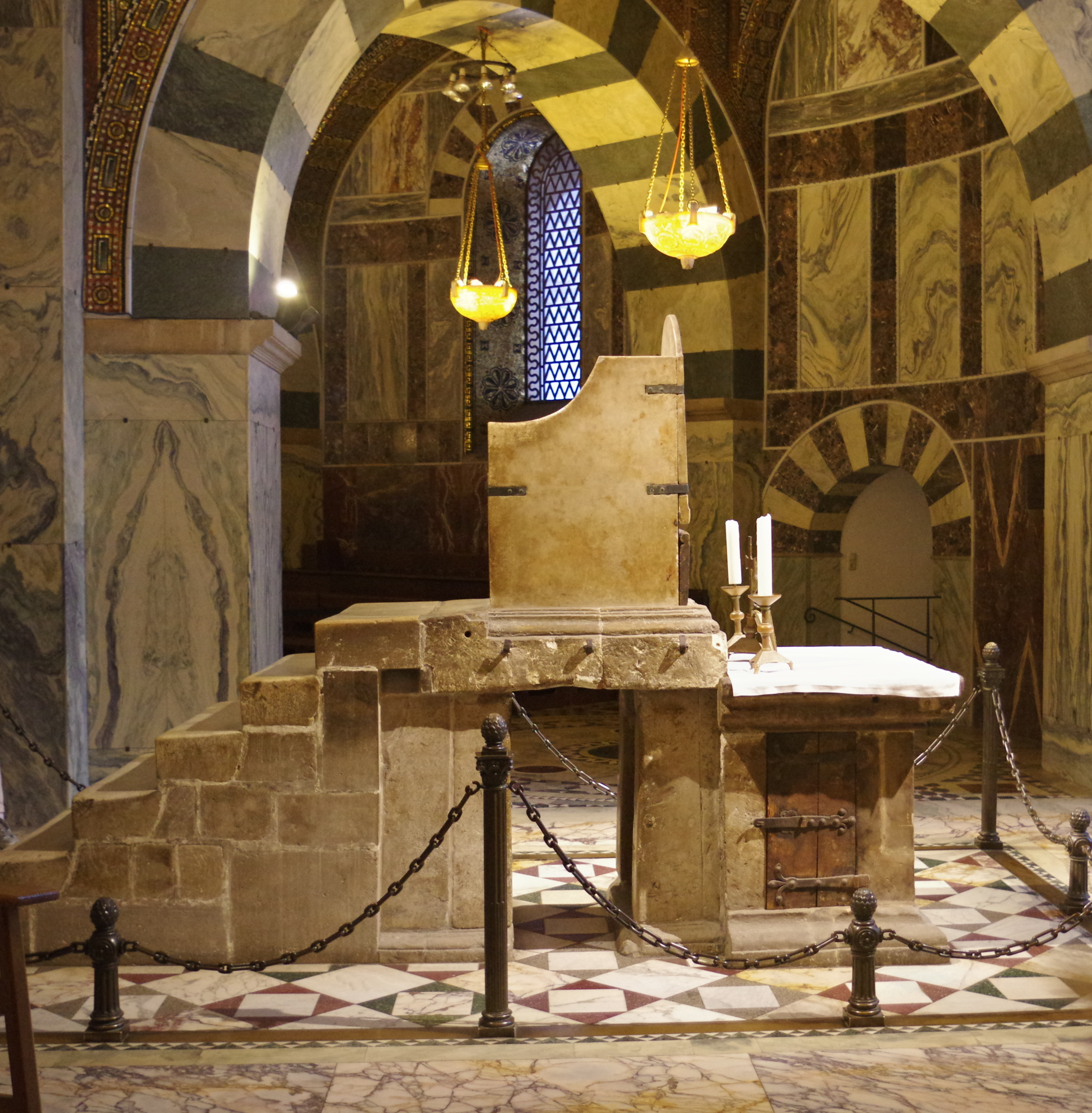
Aachener Königsthron im Hochmünster des Aachener Doms
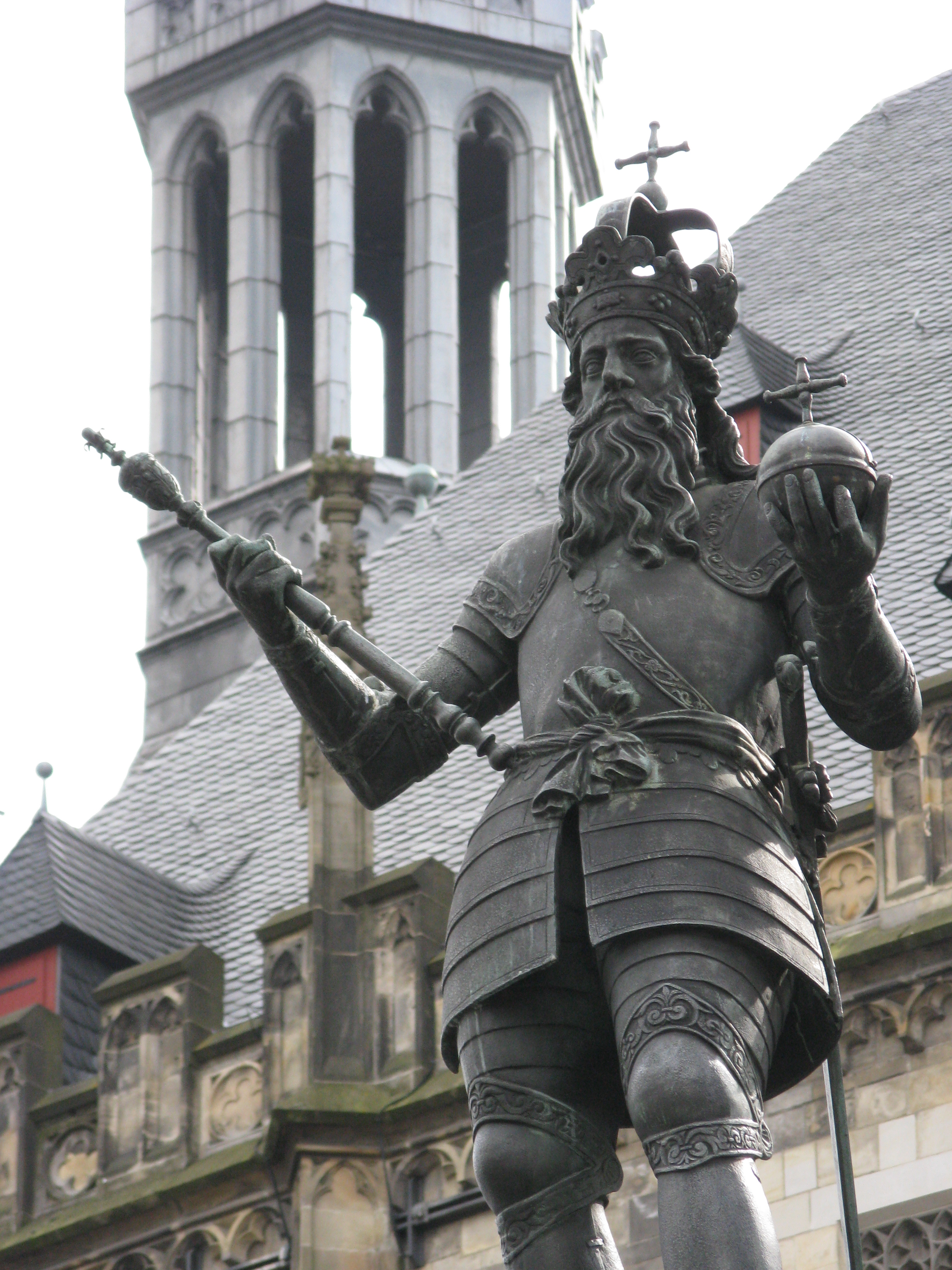
Statue Karls des Großen am Karlsbrunnen vor dem Aachener Rathaus

Die erste schriftliche Erwähnung Aachens als Aquis Villa erfolgte 765, als der Frankenkönig Pippin der Jüngere das Weihnachtsfest und das nachfolgende Osterfest hier verbrachte. Sein Sohn und Nachfolger Karl der Große ließ nach römischen und byzantinischen Vorbildern eine prächtige Pfalz errichten, deren Bau 789 begonnen wurde und von der noch heute der Granusturm, heute ein Teil des Aachener Rathauses, als ältestes Bauwerk der Stadt erhalten ist. Später kam noch die Pfalzkapelle hinzu, die im Jahr 805 von Papst Leo III. geweiht wurde und den Zentralbau des heutigen Aachener Doms bildet. Das Oktogon der Pfalzkapelle war lange Zeit der höchste Kuppelbau diesseits der Alpen. In den letzten zwei Jahrzehnten seines Lebens hielt sich Karl besonders gern und oft in Aachen auf, wahrscheinlich wegen der Thermalquellen, so dass diese Pfalz fast so etwas wie seine Residenz wurde.
Karl der Große, inzwischen durch den Papst legitimierter römischer Kaiser, starb am 28. Januar 814 in Aachen und wurde im Vorhof der Pfalzkapelle beigesetzt. Ludwig der Fromme, der bereits im Jahr 813 in Aachen als einziger noch lebender Sohn Karls zum Mitkaiser gekrönt worden war, hielt sich ebenfalls bevorzugt in Aachen auf. In den Jahren seiner Herrschaft ließ er etwa 10 km von der Stadt entfernt das Kloster Inda errichten, aus dem das heutige Kornelimünster entstand. Dort wollte er sich auch bestatten lassen, doch nach seinem Tode im Jahr 840 veranlasste sein Halbbruder Drogo die Beisetzung in der Kathedrale von Metz.
Der letzte Karolinger mit Wohnsitz in Aachen war Lothar I., ein Sohn Ludwigs. Im Jahr 817 in Aachen zum Mitkaiser gekrönt, hatte er nur wenig Glück in den Kämpfen um das Erbe Karls des Großen. Ihm blieb am Schluss nur ein kleines Reich, das jedoch immerhin noch die Städte Aachen und Rom einschloss.
Während das große Kaiserreich in den folgenden Jahrzehnten weiter auseinanderbrach, fielen die Normannen auf ihren Raubzügen in den Rheinlanden im Dezember des Jahres 881 in Aachen ein. Sie brandschatzten die Kaiserpfalz, die Therme und das Kloster Inda; die Pfalzkapelle und andere Kirchen wurden zwischenzeitlich sogar als Pferdestall genutzt.

## Krönungsstadt
Erst Otto I. ließ die karolingische Tradition wieder aufleben und sich im Jahr 936 in Aachen zum deutschen König krönen. Die Stadt Aachen blieb fast 600 Jahre Krönungsort deutscher Könige und erlebte 31 Krönungen. Die drei Aachener Reichskleinodien, nämlich das Reichsevangeliar, die Stephansbursa und der Säbel Karls des Großen, spielten dabei eine wichtige Rolle; ohne sie war die Krönung nicht rechtskräftig. Heute befinden sich im Aachener Rathaus allerdings nur noch Nachbildungen der Kleinodien, die Originale wurden 1794 vor den Franzosen entfernt und gelangten schließlich in die Wiener Schatzkammer.
Nach den Krönungsberichten aus dem 15. und 16. Jahrhundert lief die Krönung folgendermaßen ab: Am Tage vor der Salbung zog der designierte König feierlich durch das Köln- oder Königstor in die Stadt ein, gefolgt von einem Besuch der Marienkirche, des heutigen Doms, sowie anschließend dem Aufsuchen der Herberge. Am nächsten Tag fand im Rahmen einer Messfeier das Krönungszeremoniell statt, beginnend mit dem Schwur des Königs auf die Verpflichtungen seines Amtes und dem Treueeid der Fürsten auf den König. Anschließend salbten die Erzbischöfe von Köln, Mainz und Trier den mit Reichsinsignien bekleideten König. Nach dem Krönungseid auf das Krönungsevangeliar folgten die Thronbesteigung in der Oberkirche, Entgegennahme der Glückwünsche, Aufnahme als Kanoniker ins Münsterstift und Erteilung des Ritterschlages. Die Messfeier wurde später wieder vor dem Marienaltar fortgesetzt. Nach dem feierlichen Zug zum Rathaus mit Münzauswurf für das Volk fand im Kaisersaal des Rathauses das Krönungsmahl mit den Kurfürsten, Bischöfen, übrigen Fürsten und städtischen Vertretern statt.
Folgende Könige wurden auf diese Weise in Aachen gekrönt:
| - 936 Otto I. (HRR) - 961 Otto II. (HRR) - 983 Otto III. (HRR) - 1028 Heinrich III. (HRR) - 1054 Heinrich IV. (HRR) - 1087 Konrad (III.) (HRR) - 1099 Heinrich V. (HRR) - 1125 Lothar III. (HRR) - 1138 Konrad III. (HRR) - 1147 Heinrich-Berengar - 1152 Friedrich I. (HRR) | - 1169 Heinrich VI. (HRR) - 1198 Otto IV. (HRR) - 1205 Philipp von Schwaben - 1215 Friedrich II. (HRR) - 1222 Heinrich (HRR) - 1248 Wilhelm von Holland - 1257 Richard von Cornwall - 1273 Rudolf I. (HRR) - 1292 Adolf von Nassau - 1298 Albrecht I. (HRR) - 1309 Heinrich VII. (HRR) | - 1314 Ludwig IV. (HRR) - 1349 Karl IV. (HRR) (2. Krönung) - 1376 Wenzel (HRR) - 1407 Ruprecht (HRR) (bestieg am 14. November 1407 den Karlsthron) - 1414 Sigismund (HRR) - 1442 Friedrich III. (HRR) - 1486 Maximilian I. (HRR) - 1520 Karl V. (HRR) - 1531 Ferdinand I. (HRR) |

Otto III. wollte Aachen zu einer Roma secunda, einem zweiten Rom, ausbauen. Dafür plante er den Bau der Kirchen St. Adalbert, St. Salvator und der Benediktinerabtei Burtscheid. Diese bildeten zusammen mit der Pfalzkapelle Karls des Großen symbolhaft die Endpunkte eines Kreuzes, wurden jedoch erst unter späteren Herrschern vollendet.

## Reichsstadt

### Erhebung zur Reichsstadt und Spätmittelalter

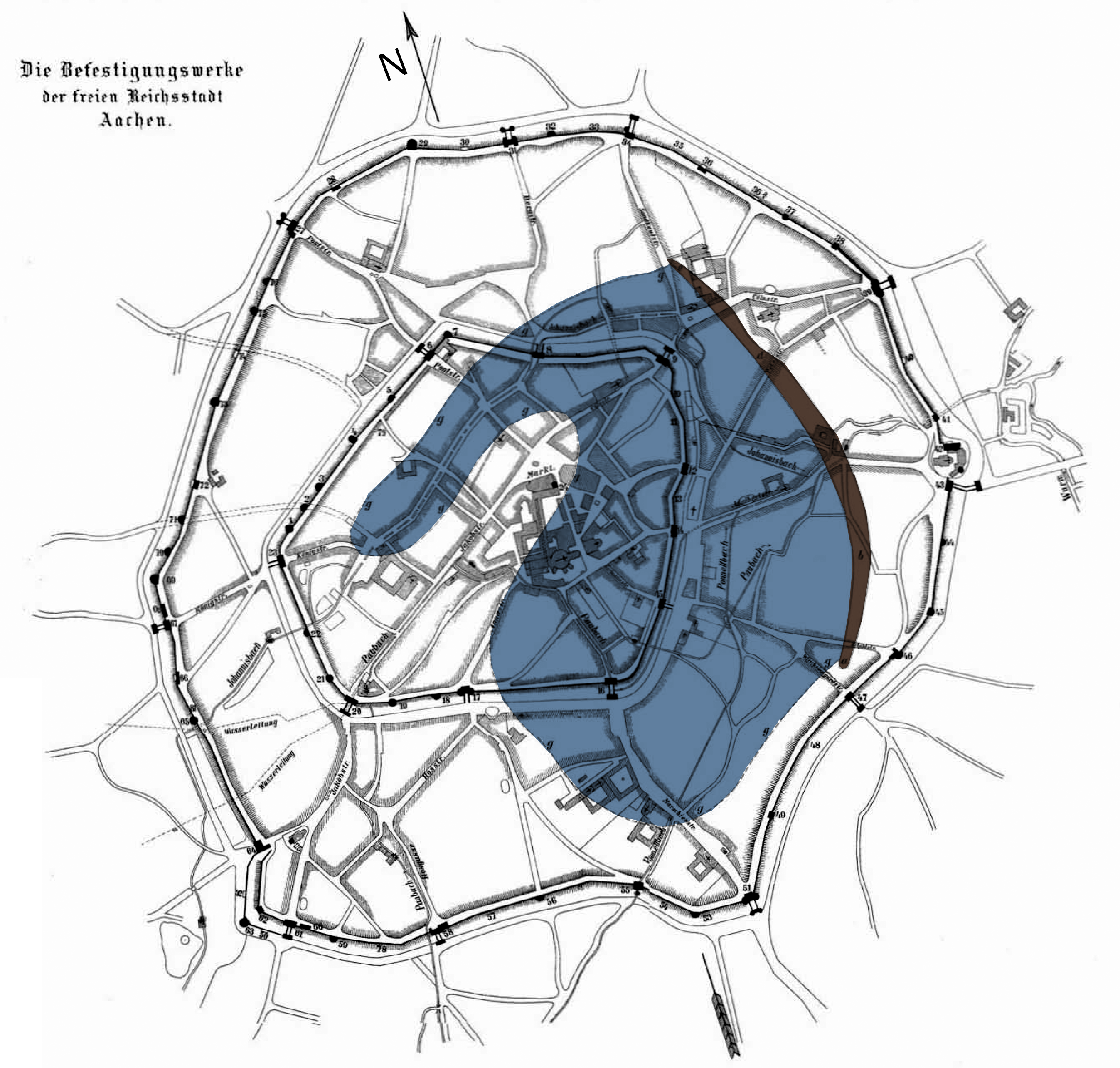
Carl Rhoen: Karte Aachens mit den beiden Ringen der Stadtmauer (der äußere existierte damals noch nicht) sowie Damm und überflutetem Gebiet bei der Belagerung 1248

Wappen der Reichsstadt Aachen

Kaiser Friedrich I. Barbarossa, der im Jahr 1152 in Aachen zum König gekrönt wurde, ließ Karl den Großen 1165 von Gegenpapst Paschalis III. heiligsprechen. Mit dem Karlsprivileg erteilte Friedrich im darauffolgenden Jahr der Stadt das Markt- und Münzrecht und erklärte sie zur Reichsstadt, wodurch sie die Reichsunmittelbarkeit erwarb. Als Gegenleistung begannen die Bürger Aachens im Jahr 1171 mit dem Bau der 2,5 km langen Aachener Stadtmauer, der so genannten „Barbarossamauer“, die entlang des heutigen Grabenringes verläuft. Die Stadt umfasste nunmehr etwa 45 Hektar.
Im Jahr 1248 plante der von der päpstlichen Partei gewählte Gegenkönig Wilhelm von Holland sich in Aachen krönen zu lassen. Die Aachener Bürgerschaft, ihrem Kaiser Friedrich II. treu ergeben, leistete dagegen Widerstand. Während der Belagerung Aachens wurde ein Damm errichtet, der das Wasser von Pau, Paunell und Johannisbach staute, wodurch ein großer Teil des Stadtgebiets unter Wasser gesetzt wurde. Nach sechsmonatiger Belagerung ergaben sich die Bürger und Wilhelm wurde gekrönt.
Im 13. Jahrhundert entstand mit Spendengeldern von Richard von Cornwall anlässlich seiner Krönung in Aachen das erste Bürgerhaus. Es diente als Versammlungsstätte des Rates und wurde vermutlich 1267 fertiggestellt. Die Fassade des Grashauses ist in überarbeiteter Form bis heute erhalten geblieben.
Im Jahr 1278 versuchte Graf Wilhelm IV. von Jülich, eine Sondersteuer für König Rudolf I. von Habsburg einzutreiben. Bei einem daraufhin entstehenden Aufruhr wurde der Graf getötet. Die Stadt Aachen verpflichtete sich in einem Sühnevertrag vom 20. September 1280 auf Schloss Schönau, seiner Witwe Richarda eine hohe Summe Schadenersatz zu zahlen. Seit 1909 erinnert das Denkmal des Wehrhaften Schmieds, welcher der Legende zufolge den Grafen erschlagen haben soll, an diesen Vorfall.

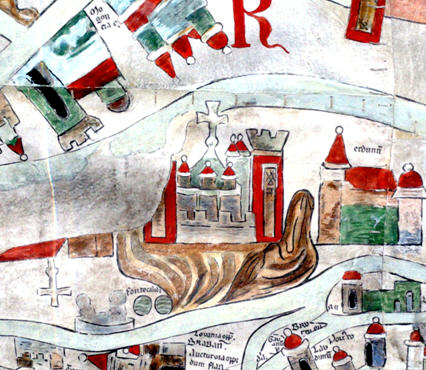
Aachen auf der Ebstorfer Weltkarte von 1300

Durch die von Friedrich Barbarossa gewährten Privilegien wuchs die Bevölkerung Aachens schnell an. Die Stadt begann etwa 1270 ebenfalls von Richard von Cornwall bezuschusst mit dem Bau eines neuen Mauergürtels, in etwa entlang des heutigen „Alleenringes“. Bis zu 4000 Handwerker arbeiteten an der 5,5 km langen Mauer mit elf Toren und zahlreichen Türmen. Die Haupttore wurden 1320 fertiggestellt. Damit vervierfachte sich die ummauerte Fläche auf 175 Hektar. Dieses Gebiet blieb bis zum Ende des 18. Jahrhunderts das Stadtgebiet Aachens und bildet nun die Aachener Altstadt. Die Einwohnerzahl erreichte in der Mitte des 14. Jahrhunderts mit knapp 20.000 ihren mittelalterlichen Höhepunkt. Damit zählte Aachen zu den größten deutschen Städten.
Im Mittelalter wurden nur etwa zwei Drittel der ummauerten Fläche bebaut, der Rest blieb Grünland. Erst im 19. Jahrhundert wurde auch außerhalb des Mauerrings gebaut.

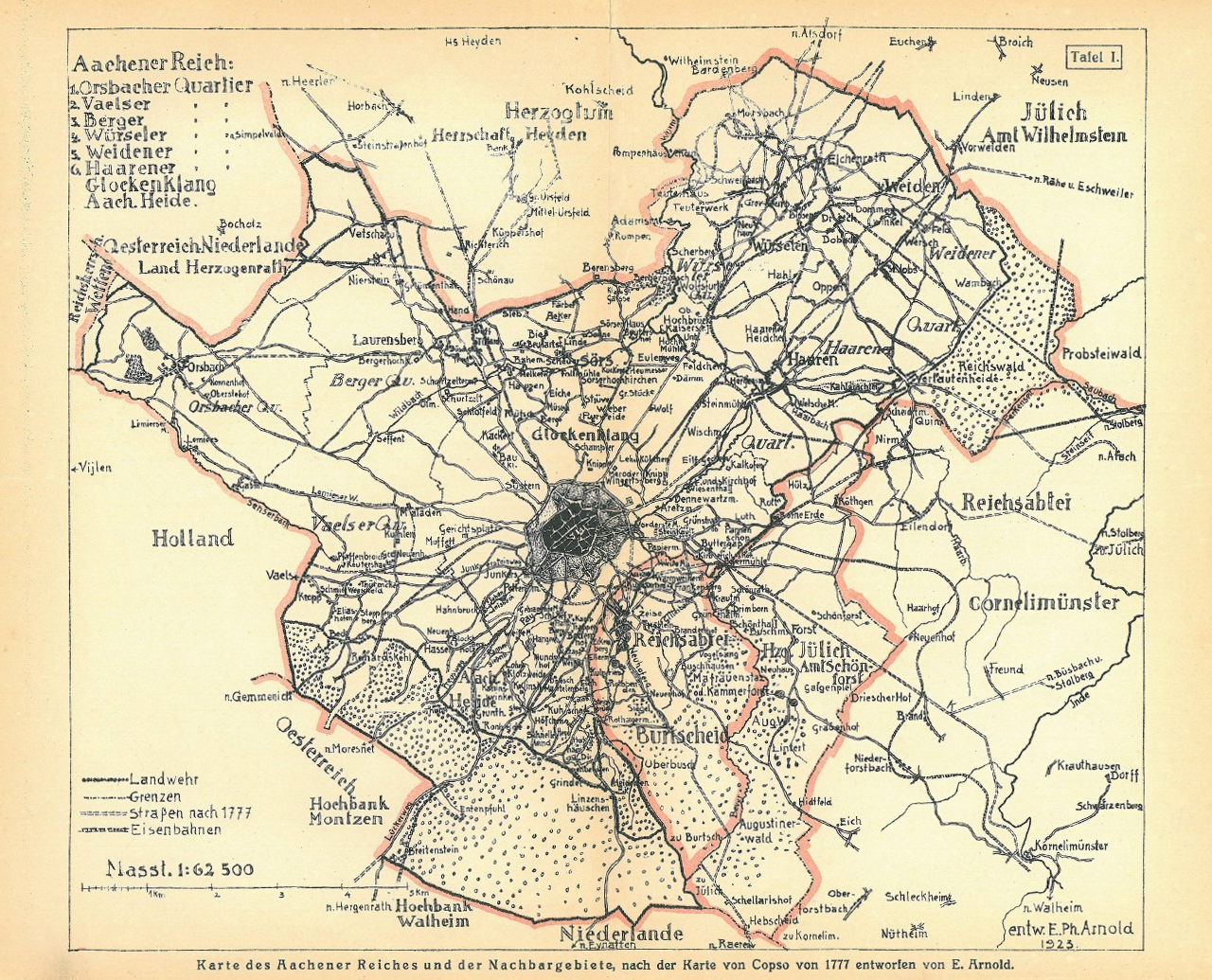
Karte des Aachener Reichs

Im Jahr 1336 kam es zur Gründung des Aachener Reichs, als Ludwig der Bayer die zur Stadtgemeinde gehörigen Ländereien und Dörfer in einer Urkunde bestätigte. Von der Sicherung durch einen 70 Kilometer langen Aachener Landgraben mit acht Wachtürmen sind noch heute das Alt-Linzenshäuschen an der Eupener Straße, das Haus Turm Beeck am Dreiländerweg, das Adamshäuschen am Preußweg, die Burg Orsbach und das Haus Hirsch in Laurensberg erhalten, die allesamt direkt oder indirekt mittels Licht- oder Rauchsignalen mit dem Langen Turm in Verbindung standen.
1330 wurde auf Initiative des amtierenden Bürgermeisters Gerhard Chorus der Bau des neuen Rathauses begonnen, das die Aachener Bürgerschaft auf den Fundamenten des karolingischen Pfalzpalastes errichtete. Ab dem Jahr 1349 ist die Nutzung des Gebäudes zu Verwaltungszwecken nachweisbar;
in den Jahren 1370 bis 1376 wurde die Marktseite mit Kaiserstandbildern dekoriert.
Im Jahr 1349 wurden das erste Mal die Aachener Heiligtümer gezeigt; damit begann die Tradition der Heiligtumsfahrt. Seitdem fand dieses Ereignis mit wenigen Ausnahmen alle sieben Jahre statt. Aachen galt bis zum Ende des 15. Jahrhunderts neben Jerusalem, Rom und Santiago de Compostela als einer der bedeutendsten Wallfahrtsorte der Christenheit.
Da die Anzahl der Pilger bei weitem die Kapazitäten der alten Pfalzkapelle sprengte, beschloss das Stiftskapitel 1355 unterstützt vom Bürgermeister Chorus den Anbau einer gotischen Chorhalle. Das „Glashaus von Aachen“ mit den größten jemals errichteten gotischen Fenstern wurde im Jahr 1414, am 600. Todestag Karls des Großen, eingeweiht. Die gegen Ende des 15. Jahrhunderts verfasste deutschsprachige Aachener Chronik schildert die Umstände der Heiltumsfahrt als eine der ältesten literarischen Quellen.
Ab 1450 erhielten die Gewerbetreibenden durch den Aachener Gaffelbrief Sitz und Stimmrecht in der Aachener Verwaltung. Dies wurde durch das Erstarken der Kaufleute und Zünfte notwendig, die gegen das Stadtregiment revoltierten, um endlich Mitbestimmung zu erlangen.
Aachens große Zeit als Krönungsstätte endete 1531 mit der Krönung Ferdinands I.
1556 trat Karl V. von seinen Herrscherämtern zurück. Kurz darauf lösten sich die Niederlande vom deutschen Reich (→ Spanische Niederlande). Aachen verlor dadurch seine geografisch zentrale Position im Reich; fortan war Frankfurt am Main Krönungsort.

### Religionsunruhen

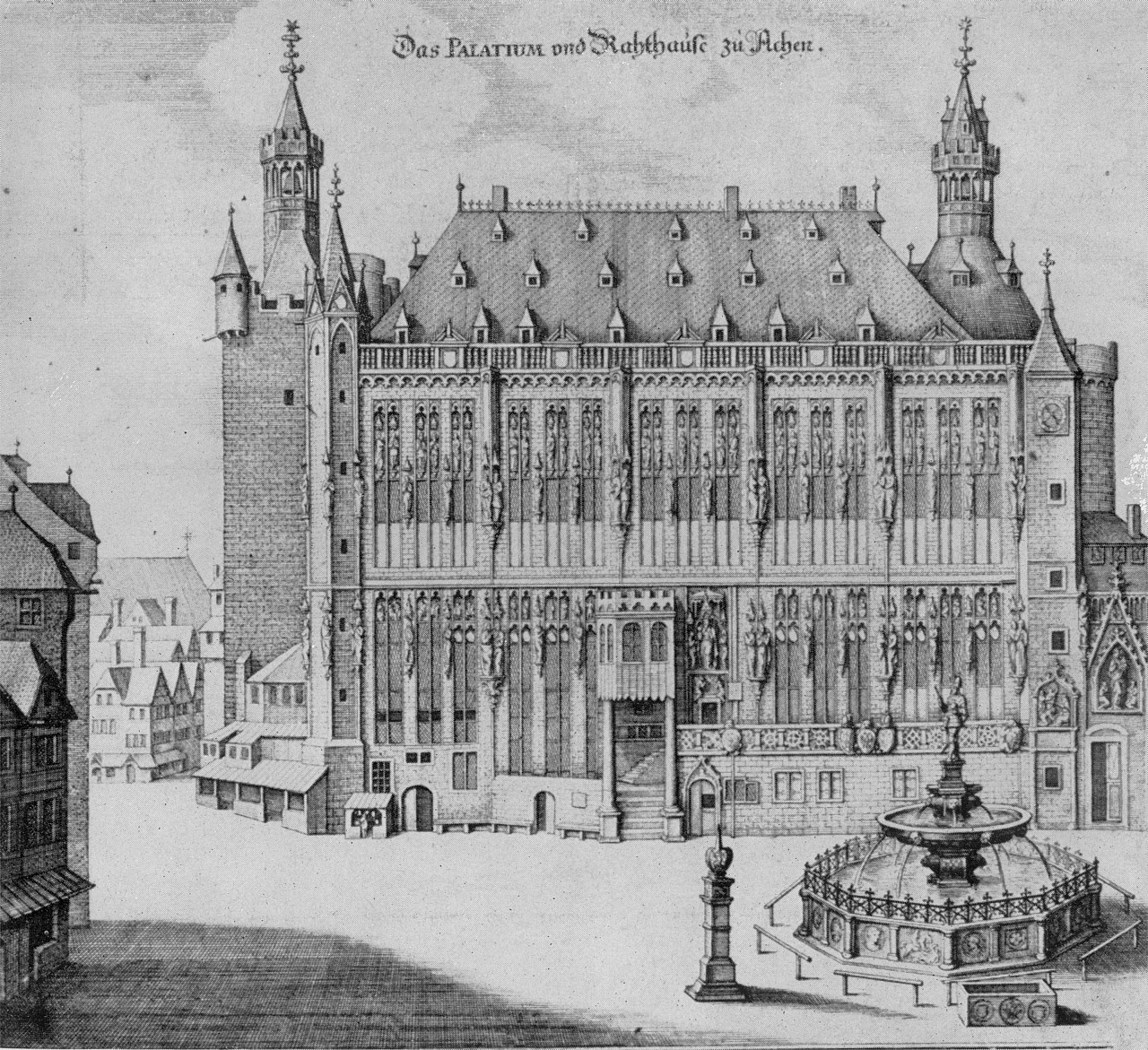
Aachener Rathaus mit Marktplatz und Karlsbrunnen

Im Reformationszeitalter erlebte die Stadt Aachen eine wechselvolle Geschichte, die in der Geschichtswissenschaft unter dem Namen „Aachener Religionsunruhen“ bekannt ist. Zunächst schlossen sich nur wenige Aachener der Reformation an, doch seit den 1560er Jahren wurde die Anzahl der Protestanten immer größer. Das lag nicht nur am Zuzug niederländischer Handwerker, die der Stadt zu einer wirtschaftlichen Blüte verhalfen, sondern auch an der Konversion mehrerer Aachener Familien zum „neuen Glauben“. 1581 erlangte die protestantische Partei die Ratsmehrheit und gestattete erstmals offiziell die schon seit vielen Jahren praktizierte Ausübung der Augsburger Religion, d. h. protestantische Gottesdienste und Versammlungen.
Dem (katholischen) Kaiser missfiel die konfessionelle Veränderung in „seiner“ Reichsstadt, die zudem als Krönungsstadt der deutschen Könige eine besondere Nähe zur katholischen Kirche hatte. 1593 erklärte Rudolf II. Aachen in die Reichsacht, die jedoch erst fünf Jahre später vollstreckt worden ist. Daraufhin stand ein allein aus Katholiken bestehender Stadtrat einer mehrheitlich evangelischen Bürgerschaft gegenüber, die von jedem Mitspracherecht ausgeschlossen war – Konflikte waren unter dieser Voraussetzung vorbestimmt.
Nachdem der Rat einige evangelische Bürger, die im Umland (Stolberg und Weiden) protestantische Gottesdienste besucht haben, festnehmen ließ und ihnen das Bürgerrecht entziehen wollte, kam es am 5. Juli 1611 zum Sturm der Protestanten auf das Rathaus und Jesuitenkolleg. Dabei wurden die zwei Bürgermeister sowie die Jesuitenpatres gefangen genommen. Der Kaiser forderte die Protestanten zum Gehorsam auf, verstarb jedoch wenige Monate später ohne die Angelegenheit geregelt zu haben. Nach dem Tode des alten Kaisers traf der zuständige Reichsvikar eine Entscheidung zugunsten der Protestanten. Sie durften ihre Religion neben den Katholiken wieder offiziell ausüben und an Ratswahlen teilnehmen.
Der neue Kaiser Matthias war mit dieser Entscheidung nicht einverstanden, weshalb im August 1614 eine kaiserliche Gesandtschaft die Verhältnisse von 1598 wiederherstellen sollte. Unterstützung erhielt diese Kommission von einer spanischen Armee aus den Niederlanden unter dem Kommando des Marquis Ambrosius Spinola. Angesichts der 16.000 Soldaten vor den Stadtmauern – und ohne, dass ein Schuss abgegeben wurde – gab sich der Stadtrat geschlagen. Zwei Jahre später wurden harte Urteile gegen die Protestanten gefällt. Zwei Bürger wurden zum Tode verurteilt, 77 Familien verbannt. Dadurch wurde das Wirtschaftsleben in Aachen erheblich geschwächt. Ein neues Erstarken des Protestantismus in Aachen schien so kaum mehr möglich. Tatsächlich sollte nunmehr die römisch-katholische Konfession bis zum Ende des Alten Reiches die allein vorherrschende bleiben. Die Auseinandersetzungen zwischen Katholiken und Protestanten sind bereits in einer ersten, im Jahr 1620 erschienen und von Peter von Beeck auf Latein verfassten Chronik der Stadt enthalten, die als Quelle auch weitere wichtige Ereignisse der Stadtgeschichte etwa seit Karl dem Großen zusammenfasst.

### Dreißigjähriger Krieg
Da der Dreißigjährige Krieg bis zum Eintritt Schwedens 1630 unter Gustav Adolf sich überwiegend auf den Nordosten sowie die Mitte des Reichsgebiets beschränkte und erst mit dem direkten Eingriffs Frankreichs 1635 in das Kriegsgeschehen bis auf den äußersten Westen erstreckte, blieb Aachen bis 1636 weitgehend von unmittelbaren Kriegsfolgen verschont. Allerdings war die Aachener Souveränität weiter durch die 1614 eingesetzte spanische Garnison eingeschränkt, der es oblag, die weiter als gefährdet geltende Stellung der katholischen Kirche in Aachen zu stützen. Auch eine Gesandtschaft zur anlässlich der Heiligtumsfahrt in Aachen weilenden spanischen Infantin Clara Eugenia 1627 konnte nicht den Abzug der spanischen Truppen erreichen. Dieser erfolgte erst 1632 im Rahmen der sich durch Schwedens Offensive ausweitenden Kämpfe. Weiter wurde Aachens Situation durch streifende holländische Truppen seit Wiederaufflammen des Achtzigjährigen Kriegs beeinträchtigt und durch erfolglos gebliebene Expansionsbestrebungen der entstehenden Niederlande im Aachener Raum. Unter diesen Bedingungen konnte sich die durch die Religionsunruhen geschwächte Wirtschaft nicht erholen – ungeachtet dessen, dass es im Gebiet des Aachener Reiches keine Kampfhandlungen gab. Zudem kam es 1625 zu einer schweren Missernte und länger andauernden Seuche.
Wie in zahlreichen anderen Städten verstärkte die allgemeine Krise die antijüdische Stimmung in Teilen der Bevölkerung der Stadt und des ihr zugehörigen Umlandes. Daraufhin erreichte eine Aachener Abordnung beim Jülicher Herzog Wolfgang Wilhelm, dem Inhaber des Judenschutzes, die Zustimmung zur Gründung eines Mons Pietatis und Ausweisung der Juden aus Aachen. Insgesamt war die Situation in Aachen aber bis 1632 gemeinhin noch leidlich positiv. Dies wird auch durch die in diesem Jahr erschienene bedeutendste Aachener Stadtchronik Aacher Chronick von Johannes Noppius dokumentiert.
Als nach dem Prager Frieden 1635 die Einheit der Reichsstände weitestgehend wiederhergestellt war, kam es zu Frankreichs unmittelbaren Kriegseingriff, um die drohende Stärkung des Reiches zu verhindern. Dadurch rückte Aachen fortan immer wieder in das Zentrum großer Truppenbewegungen. Im Januar 1636 kam es dann zu ersten Kriegshandlungen in Aachen, als der Stadtrat das Verlangen kaiserlicher Truppen nach Winterquartier ablehnte. Nach knapp dreiwöchiger Belagerung gab die Stadt ihren Widerstand auf und musste fast vier Monate lang unentgeltlich für den Unterhalt von 17 teils berittenen Kompanien aufkommen. Im März 1638 forderte eine 6000 Mann starke Armee unter Piccolomini und de Grana ebenfalls Quartier. Diesmal bat der Rat die Kurfürsten von Mainz und Köln um Hilfe, während die Bürger eine 3000 Mann starke Stadtwehr aufstellten, verstärkt durch 1500 wehrverpflichtete Bauern des Aachener Reiches sowie die regulären Stadtsoldaten. Es folgten fast zwei Wochen heftiger Kämpfe, geprägt durch zahlreiche Ausfälle der Belagerten und starkem Geschützbeschuss der Stadtbefestigung durch die kaiserliche Artillerie. Nachdem ein Schreiben der Kurfürsten von Köln und Mainz der Stadt die Einstellung des Widerstandes empfohlen hatte, entschied der Rat einen Teil der kaiserlichen Truppen aufzunehmen. Die Besatzung währte über zwei Monate bis in den Frühsommer 1638. Bereits zur Weihnachtszeit desselben Jahres standen erneut Truppen unter Führung Piccolominis vor den Stadttoren, die diesmal widerstandslos einquartiert wurden und erst im Mai 1639 weiterzogen.
Obwohl Piccolomini mit dem Großteil seiner Truppen anschließend die westlichen Kriegsschauplätze verließ, blieb jedoch eine kaiserliche Truppenpräsenz vor Ort. Nur unter Zahlung einer hohen Kontribution konnte die Stadt diesmal auf dem Verhandlungsweg eine Einquartierung verhindern. Doch noch im Sommer des laufenden Jahres stand bereits neues Ungemach vor den Toren der Stadt in Gestalt von Feldmarschall Melchior von Hatzfeldt, westfälischer Oberbefehlshaber der Kaiserlichen. Auf sein Geheiß zog der Graf von Nassau gegen Aachen, konnte aber von städtischen Truppen bereits beim Reichsdorf Haaren entscheidend zurückgeschlagen werden. Als der in Köln lagernde Hatzfeldt im Dezember 1640 für einen Teil seiner beträchtlichen Truppen seinerseits Winterquartier einforderte, konnte die Stadt dies erst nach Fürsprache durch General Lamboy und der Zusage umfassender Sach- und Geldleistungen abwenden. In dieser zunehmend prekären Situation verband die Aachener Bürgerschaft große Hoffnung mit dem im selben Jahr einberufenen Reichstag in Regensburg. Tatsächlich gelang es dem Bürgermeister von Schwartzenberg als Vertreter der Reichsstadt Aachen, in Regensburg von Kaiser Ferdinand im Herbst 1641 einen Freibrief zu erwirken, der die Stadt von der Verpflichtung zur Einquartierung kaiserlicher Truppen entband. Allerdings war zu diesem Zeitpunkt die wirtschaftliche Lage der Stadt bereits zerrüttet und konnte die Zahlungsfähigkeit nur durch wiederholt eingezogene, neu geschaffene Steuern sowie Anleihen bei reichen Bürgern aufrechterhalten werden.
Schon im Folgejahr 1642 wendete sich das örtliche Kriegsgeschehen gegen das kaiserliche Heer und Weimaraner Truppen verheerten das Aachener Umland. 1643 und 1644 machten der Stadt wiederholt hessische Einheiten unter von Eberstein schwer zu schaffen. In den letzten Kriegsjahren kam es dann zwar kaum noch zu Kämpfen, aber marodierende Verbände beider Parteien plagten das weitgehend ungeschützte Gebiet des Aachener Reichs jenseits der Stadtbefestigung. Bis in die 1650er Jahre hinein hatte die Stadt noch insbesondere unter lothringischen Truppen zu leiden, die im andauernden Französisch-Spanischen Krieg auf Seiten der Spanier kämpften und sich hauptsächlich aus den westlichen Grenzgebieten des Reiches versorgten. Damit war die historische Blütezeit der alten Kaiserstadt endgültig Geschichte.

### Barockzeit

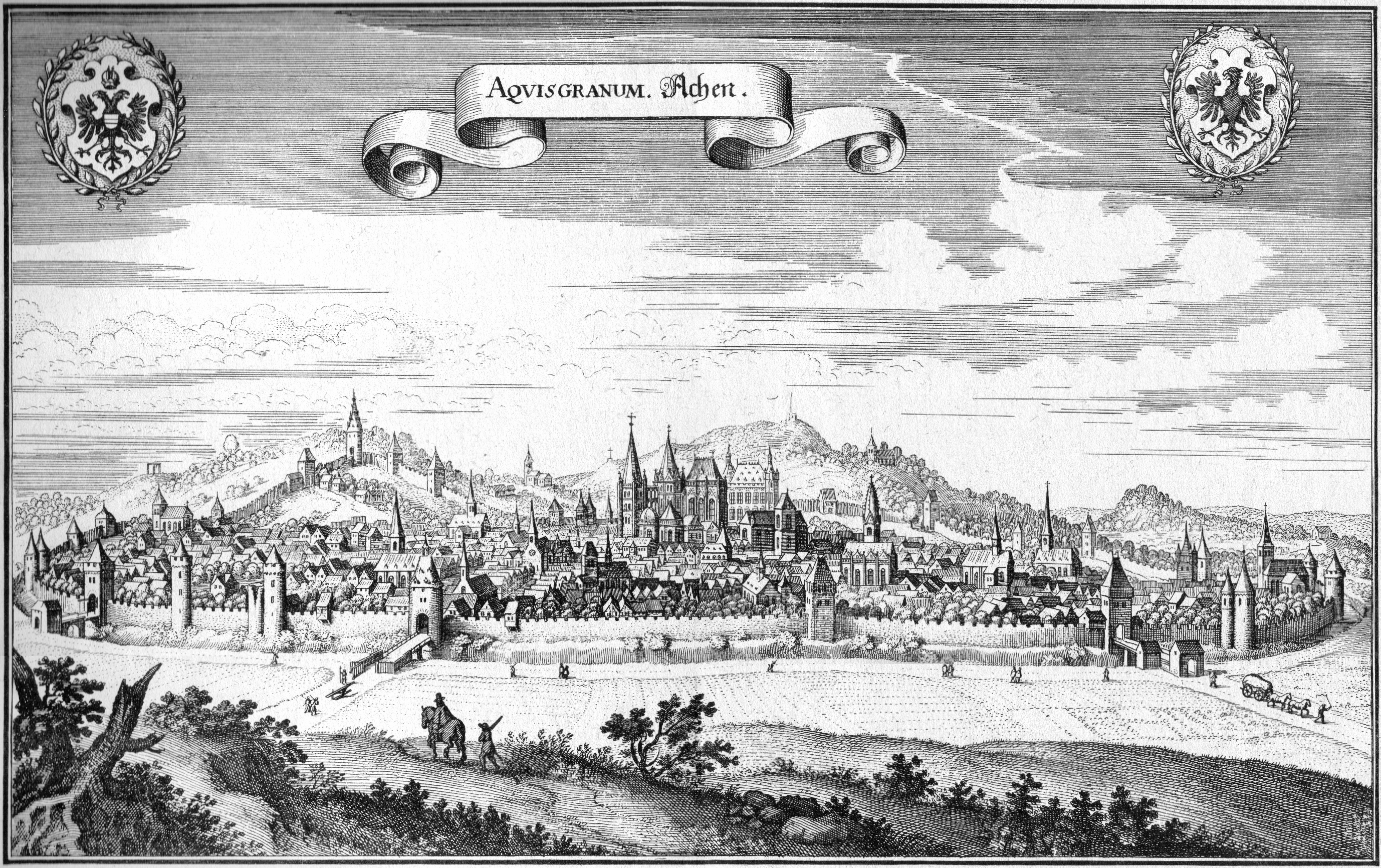
Matthäus Merian: Aachen um 1647

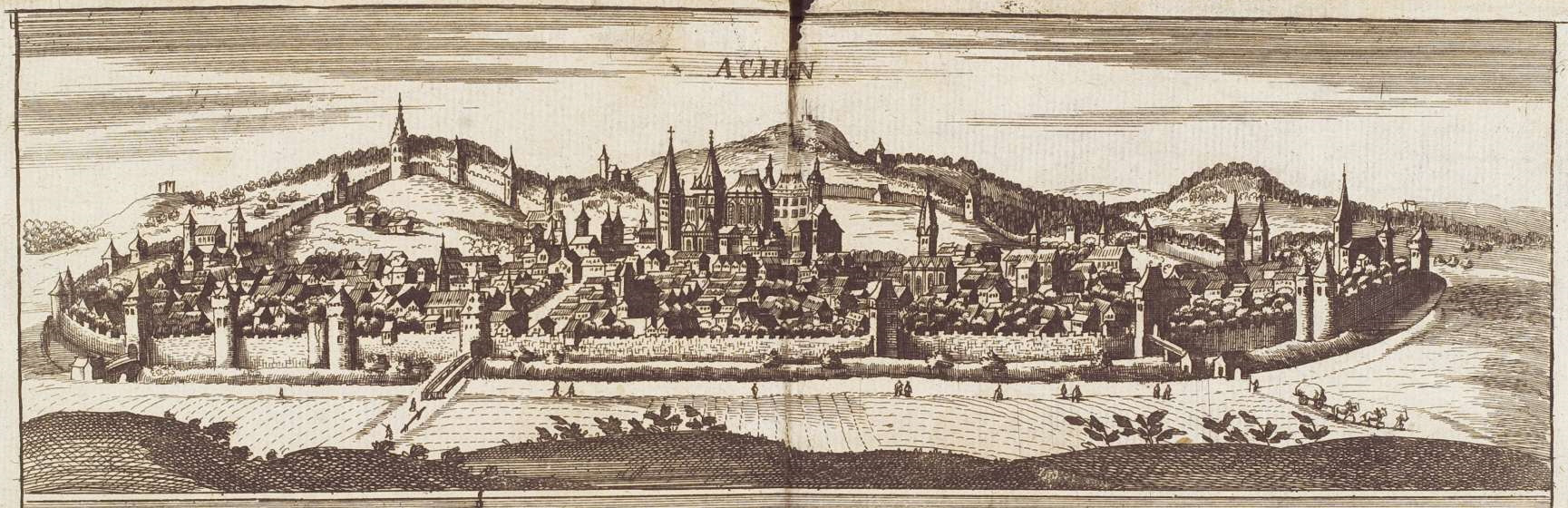
Aachen um 1690

Am 2. Mai 1656 brach eine große Katastrophe über die Stadt herein, als die Bäckerei des Peter Maw unterhalb der Jakobstraße Feuer fing, und sich innerhalb von 20 Stunden fast die gesamte Stadt entzündete. Der große Stadtbrand vernichtete nach amtlicher Zählung 4664 der etwa 5300 Aachener Häuser, 17 Todesfälle waren zu verzeichnen. Das mittelalterliche Aachen mit seinen gotischen Bauten fiel den Flammen fast komplett zum Opfer.
In der Folgezeit baute der aus Lüttich stammende Badearzt François Blondel Aachen zu einem der modernsten Badeorte Europas aus. In Aachen kursierte damals der Satz: „Was das Feuer zerstört hat, baut das Wasser wieder auf.“ Die Erweiterung des Kurbetriebs durch Möglichkeiten zum Müßiggang und der Zerstreuung (Casino, Ballsäle) machte die Stadt zum Modebad, und so beherbergte Aachen regelmäßig die europäische Prominenz. Dazu zählten Herrscher wie Zar Peter der Große von Russland und der preußische König Friedrich der Große ebenso wie der Komponist Georg Friedrich Händel.
Im Jahr 1668 führte ein Friedenskongress in Aachen zum Ende des Devolutionskrieges zwischen Frankreich und Spanien, heute „Erster Aachener Friede“ genannt. 1748 beendete der „Zweite Aachener Friede“ den Österreichischen Erbfolgekrieg. Zur Feier des zweiten Aachener Friedens wurde Georg Friedrich Händel von König Georg II. (England) mit der Komposition seiner berühmten Feuerwerksmusik beauftragt, die schließlich im Jahre 1749 im Londoner Green Park uraufgeführt wurde.
Zwischenzeitlich, also Anfang des 18. Jahrhunderts, begann in Aachen das Barockzeitalter des Baumeisters Johann Josef Couven, der die Architektur der Aachener Gegend so stark beeinflusste, dass man vom „Couvenstil“ oder „Aachen-Lütticher-Barock“ spricht. Aus dieser Zeit stammt auch der Ausbau des Aachener Rathauses zum barocken Stadtschloss. Ab etwa 1750 wurde Couven von seinem Sohn Jakob unterstützt, der Stil änderte sich in Richtung Rokoko.
Bei der so genannten Aachener Mäkelei im Jahr 1786 kam es bei den Wahlen zu Stadtrat und Bürgermeister zu Unruhen. Dabei standen sich zwei Gruppen gegenüber: Die „Alte Partei“, die am alten, durch den Gaffelbrief geregelten Zunftsystem festhalten wollte, und die „Neue Partei“, bestehend aus Vertretern der reichen Bürgerschaft, deren Ziel es war, mehr Macht im Rathaus zu erlangen. Hierfür war der Neuen Partei jedes Mittel zur „Mäkelei“ (Wahlbeeinflussung) recht, nach Bestechungen und falschen Versprechungen kam es schließlich zum „Sturm auf das Rathaus“. Erst der Einmarsch der Franzosen beendete die Streitereien zwischen den beiden Parteien.

## Napoleonisches Kaiserreich
Die französischen Revolutionstruppen erreichten am 15. Dezember 1792 die Stadt und stellten auf dem Marktplatz einen Freiheitsbaum auf, um ihre Ideen von „Freiheit, Gleichheit und Brüderlichkeit“ kundzutun. Doch bereits am 1. März 1793 wurden die Franzosen von den Österreichern bei Aldenhoven geschlagen und die Stadt Aachen einen Tag später befreit. Die Bürgerschaft war hocherfreut, in Aachen fanden sich nur wenige Anhänger der Revolution. Doch bereits am 22. September 1794 bezwangen die französischen Truppen erneut die Österreicher, und die Stadt Aachen wurde wieder besetzt. Fortan musste den französischen Soldaten Unterkunft geboten werden, Klostergebäude wurden als Magazine, Pferdeställe oder Krankenhäuser genutzt. Auch musste die Aachener Bürgerschaft Zwangsabgaben in Form von Nahrungsmitteln und Sachleistungen erbringen. Durch die Verträge des Friedens von Campo Formio vom 17. Oktober 1797 fiel die Stadt Aachen dann endgültig an Frankreich.
Schon mit der zweiten Besetzung Aachens 1794 wurden die meisten Klöster in Aachen, z. B. die Reichsabtei in Kornelimünster, das Augustinerkloster Aachen in der Augustinergasse, das Kapuzinerkloster Aachen am Kapuzinergraben und das Dominikanerkloster Aachen in der Jakobstraße geschlossen. Mit einem napoleonischen Konsularbeschluss zur Aufhebung der Klöster vom 9. Juni 1802 wurden die Klöster im Arrondissement d’Aix-la-Chapelle enteignet und endgültig säkularisiert.
Am 30. Juni 1802 wurde mit einer Verordnung die Einführung der französischen Verfassung in den rheinischen Departements und damit auch in Aachen zum 22. September 1802 beschlossen. Damit wurden Aachens Bürger rechtlich Franzosen.
Aachen wurde nun Präfektur und damit zum Verwaltungsmittelpunkt des Départements Roer mit vier Arrondissements und bekam 1802 nach Auflösung des Kölner Erzbistums einen eigenen Bischofssitz. Erster Bischof wurde Marc-Antoine Berdolet. Als Verwaltungsgebäude der Präfektur diente der Londoner Hof in der Aachener Kleinkölnstraße 18. Aachen wurde nacheinander Sitz folgender Präfekten:
- Nikolaus Sebastian Simon (August 1800–1802, ab August 1801 erkrankt und im März 1802 verstorben)
  - Johann Friedrich Jacobi (Interims-Präfekt August 1801–September 1802); zeitweise zusammen mit dem Präfekturrat Cogels
- Baron Alexandre Méchin (September 1802–September 1804)
  - Johann Friedrich Jacobi (Interims-Präfekt September 1804–Januar 1805); zeitweise zusammen mit dem Präfekturrat Jakob Friedrich Kolb
- Graf Jean Charles Joseph de Laumond (September 1804–Mai 1806; trat sein Amt erst im Januar 1805 an)
- Graf Alexandre de Lameth (Mai 1806–Februar 1809)
  - Johann Friedrich Jacobi (Interims-Präfekt Februar–Mai 1809)
- Baron Jean Charles François de Ladoucette (Mai 1809–Januar 1814).

Die Stadt Aachen im Arrondissement d’Aix-la-Chapelle wurde von einem Munizipalrat geleitet, welcher aus sieben Mitgliedern bestand, aufgeteilt in je einem Anwalt, Brauer und Arzt sowie vier Kaufleuten. Nach Einführung des Präfektursystems setzte sich die Munizipalität aus dem Maire, drei Adjunkten und 30 Munizipalräten zusammen. Der erste Maire wurde noch von der Präfektur ernannt, ab 1802 aber durch die Bürger gewählt. Die drei Maires während der Besatzungszeit waren:
- Jakob Friedrich Kolb (1800–1804)
- Johann Wilhelm Gottfried von Lommessem (1804–1808)
- Cornelius von Guaita (1808–1815)

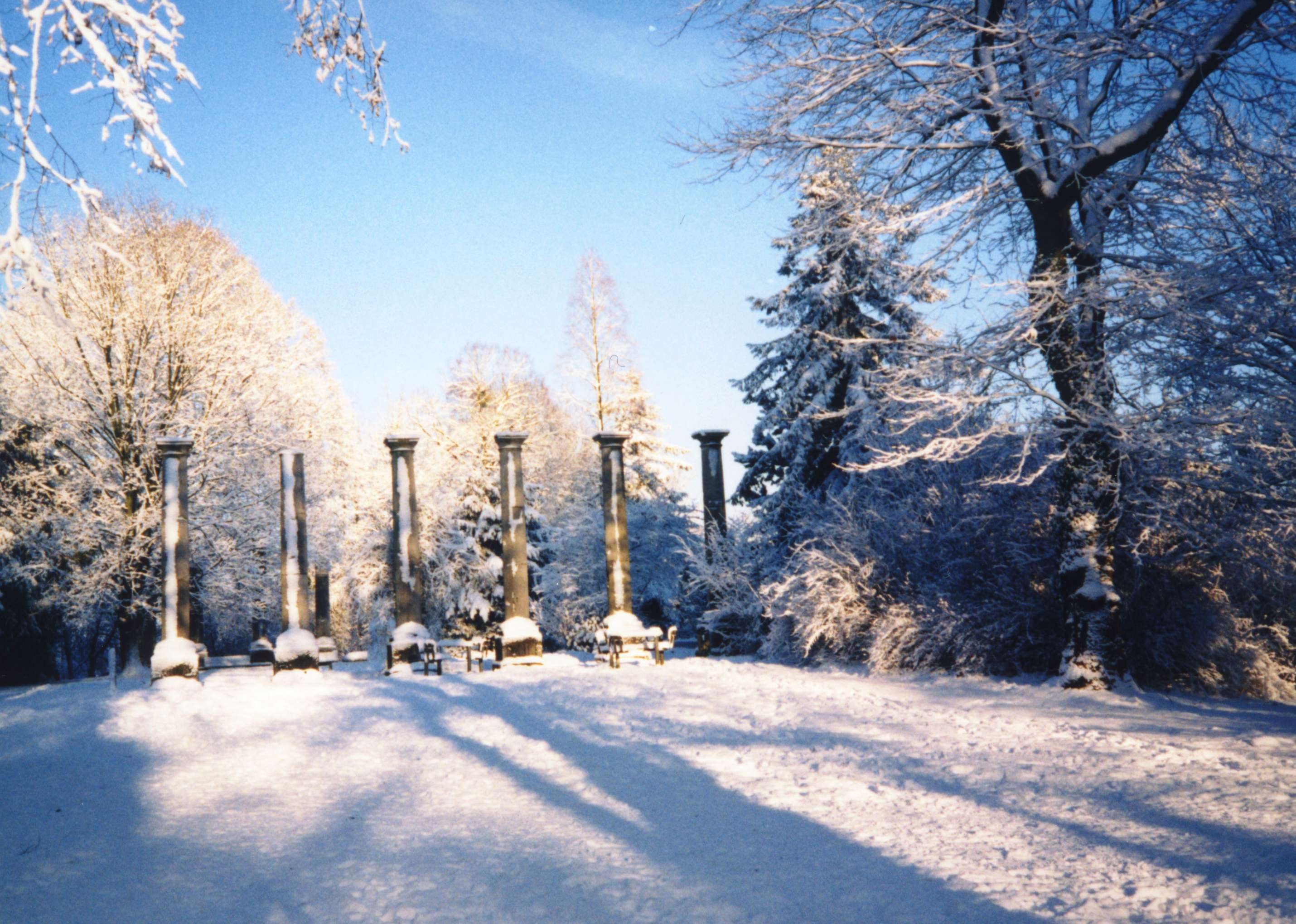
Reste des Belvedere aus der Zeit Napoleons

Als Kaiserstadt und Bonne ville de l’Empire français war Aachen ein beliebter Aufenthaltsort Napoléon Bonapartes. Durch dessen Förderungen erlebte die Stadt einen ungeahnten wirtschaftlichen Aufschwung. Die Zünfte wurden aufgelöst, Gewerbefreiheit gewährt und 1804 die Aachener Gewerbekammer, die spätere IHK Aachen, in Burtscheid gegründet. Der französische Präfekt Lameth berief unter dem Vorsitz des Generalsekretärs Johann Wilhelm Körfgen eine „Commission d’Embellissement“, die Aachens Verschönerung und weiteren Ausbau zum Kur- und Badeort plante. Auch die erste Gattin Napoléons, Kaiserin Joséphine, kam zu einer zweimonatigen Badekur. Nach dem von Napoléon persönlich genehmigten Abriss der Stadtmauern wurden großzügige Promenaden mit Baumreihen angelegt. Präfekt Ladoucette beschreibt die Umbaumaßnahmen ausführlich: „Die Form dieser Stadt ist oval; ihre Hauptstraßen sind breit, recht regelmäßig; indem man ihre spitzen Kopfsteine auswechselt, bekommen sie jetzt ein kraftvolles Muster. Es gibt eine große Zahl schöner Häuser, und jeden Tag sieht man gotische Fassaden verschwinden.“ In diese Stadtverschönerung wurde auch der Lousberg einbezogen und auf dem vorher kahlen Berg eine Parkanlage mit vielen Bäumen und dem Gartenrestaurant „Belvedere“ angelegt. Fertiggestellt wurde die Anlage im Jahr 1815.
Im Juni 1811 ließ Napoléon seinen Sohn in Aachen taufen, Ende des Jahres besuchte er mit seiner zweiten Frau zum letzten Mal die Stadt Aachen. Im November 1811 wurden alle Thermalquellen von Aachen und Burtscheid auf Anweisung von Napoléon verstaatlicht. Im Januar 1814 zogen sich die Franzosen aus Aachen zurück.

## 19. Jahrhundert

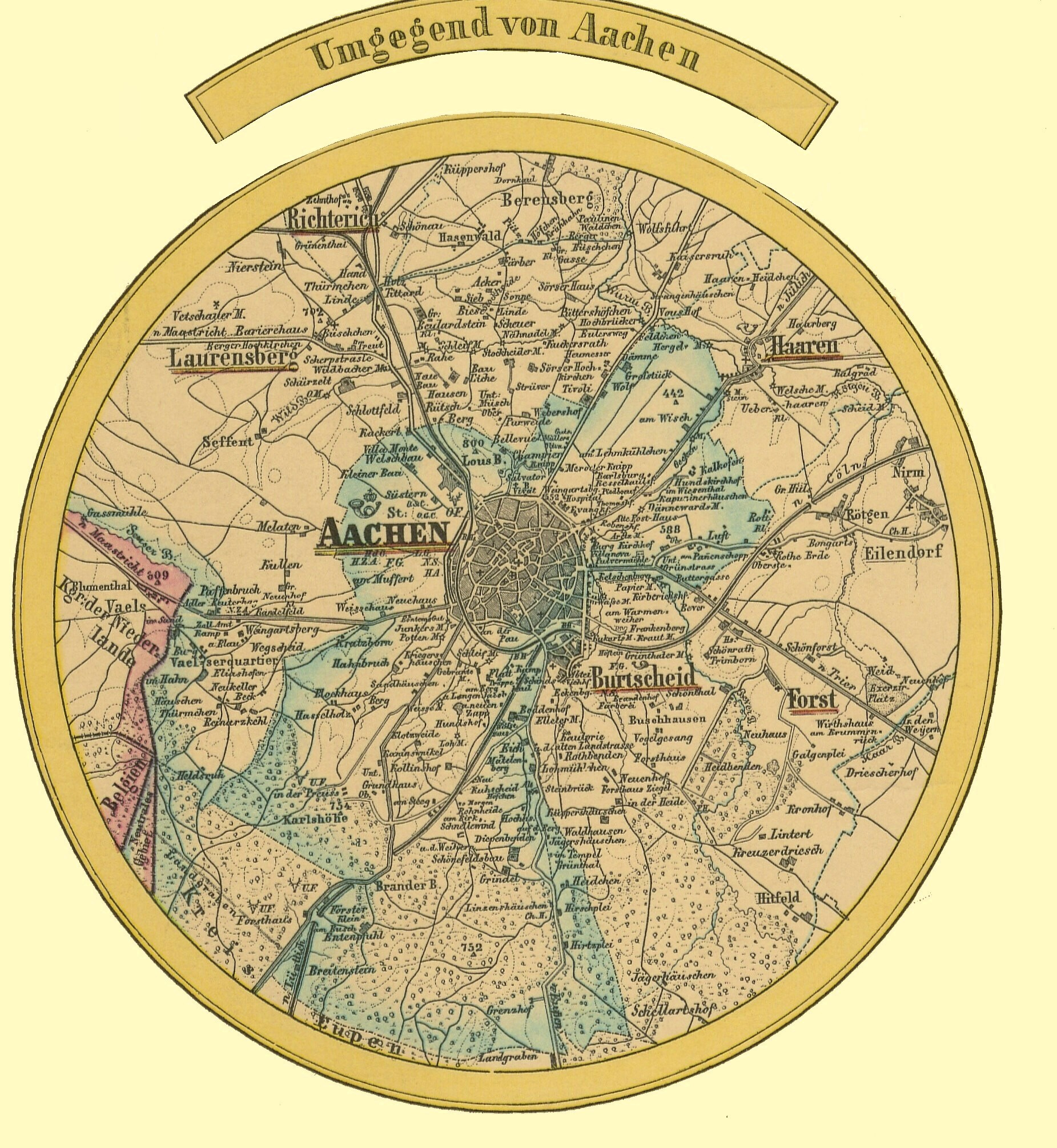
Aachen im 19. Jahrhundert

1815 wurde Aachen nach dem Wiener Kongress in das Königreich Preußen eingegliedert und 1816 zunächst in der Provinz Großherzogtum Niederrhein Sitz einer preußischen Bezirksregierung und eines Landkreises. Die Stadt selbst bildete einen eigenen Stadtkreis und war keinem Landkreis untergeordnet (kreisfrei). Ab 1824 gehörte die Stadt mit dem gesamten Regierungsbezirk zur Rheinprovinz.
Im Jahr 1818 fand in Aachen der Monarchenkongress statt. Hier beschlossen die Vertreter der Bündnispartner England, Russland, Österreich und Preußen, dass Frankreich die Kriegsentschädigungszahlungen einstellen darf und fast alle Auflagen von nun an entfallen. An den erfolgreichen Abschluss des Kongresses erinnert heute das Kongressdenkmal im Farwick-Park, dem nördlichen Teil des Stadtgarten Aachens.
Im Zuge des Kongresses gedachten am fünften Jahrestag der Völkerschlacht bei Leipzig die drei Monarchen der Siegermächte, also König Friedrich Wilhelm III. von Preußen, Kaiser Franz I. von Österreich und Zar Alexander I. von Russland, bei einem Gottesdienst vor dem Adalbertstor dieses historischen Ereignisses.

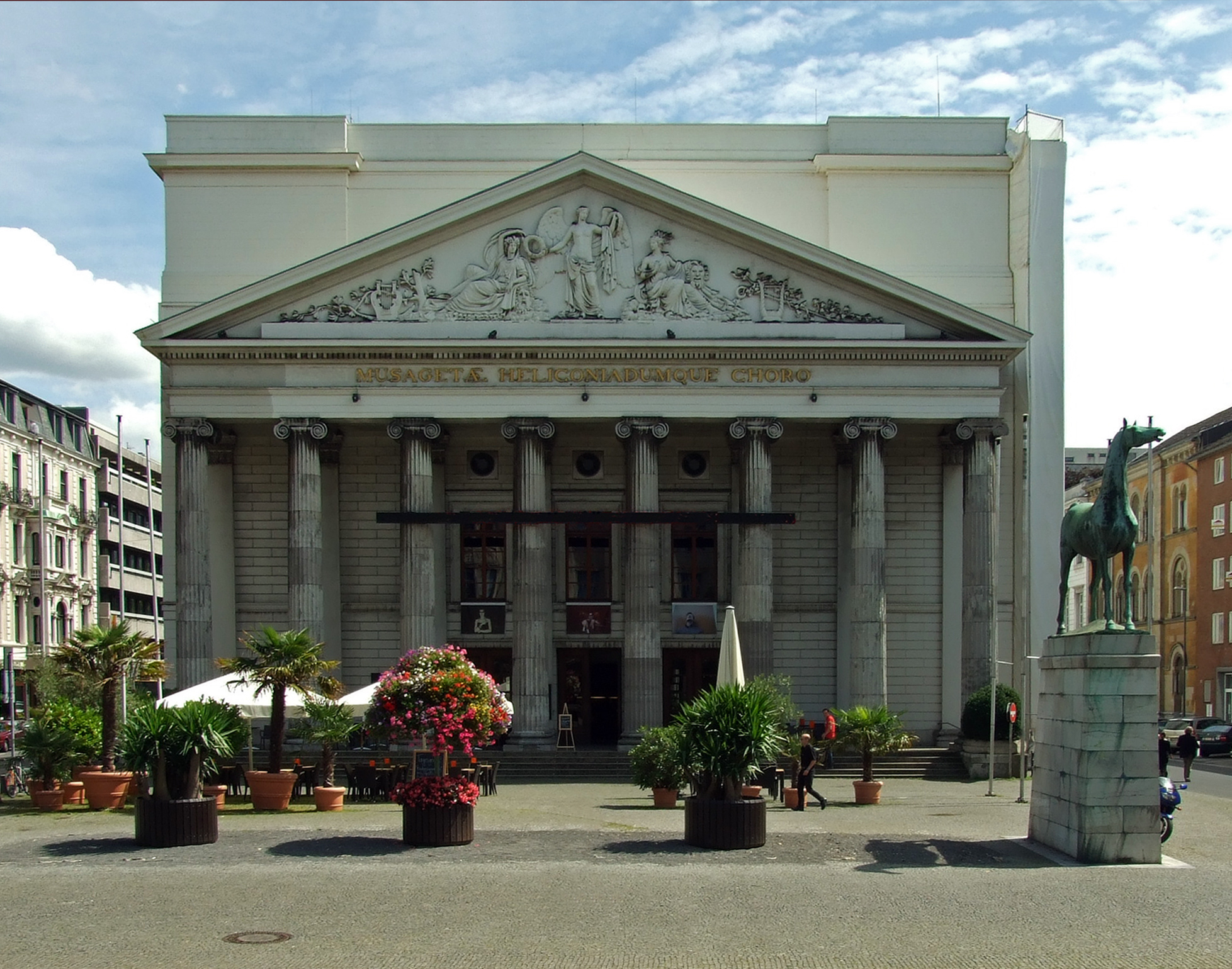
Stadttheater

Im November 1822 legte König Friedrich Wilhelm III. anlässlich seines 25. Thronjubiläums den Grundstein zu Stadttheater und Elisenbrunnen. Beide Bauten wurden nach Entwürfen des Stadtbaumeisters Johann Peter Cremer im klassizistischen Stil errichtet. Das Stadttheater wurde Mai 1825 und der Elisenbrunnen im Mai 1827 vollendet.
Im Jahr 1830 wurde ein Aufruhr der Arbeiterschaft von bewaffneten Bürgern und Soldaten blutig niedergeschlagen. Die Einführung der Dampfmaschine, vor allem in der Tuchindustrie, die fortschreitende Mechanisierung und die damit verbundene Arbeitslosigkeit sowie Frauen- und Kinderarbeit bei Niedrigstlöhnen hatten zu den Unruhen geführt.
Am 1. September 1841 wurde die Eisenbahnstrecke Köln-Aachen und zwei Jahre später auch die Verbindung zum belgischen Eisenbahnnetz eingeweiht. Das 277 Meter lange Burtscheider Viadukt über das Wurmtal zwischen Aachen und Burtscheid galt damals als ingenieurische Meisterleistung und ist heute die älteste noch genutzte Eisenbahnbrücke Deutschlands.
Die Königlich Rheinisch-Westfälische polytechnische Schule, die heutige RWTH Aachen, startete am 10. Oktober 1870 ihren Lehrbetrieb mit 32 Dozenten und 223 Studenten. Das Hauptgebäude am Templergraben, das noch heute erhalten ist, wurde von Stadtbaumeister Robert Ferdinand Cremer im Renaissancestil errichtet.
Am 29. Juni 1883 brach in der chemischen Fabrik J. P. J. Monheim in der Antoniusstraße ein Feuer aus, das schnell auf umliegende Gebäude übergriff und später auch das Dach des Rathauses in Brand setzte. Die imposanten Turmbauten und das große Hauptdach wurden Opfer der Flammen, der Krönungssaal mit den Rethelfresken nahm jedoch keinen Schaden.
Nachdem schon 1841 die Wohnbebauung den äußeren Stadtring überschritten hatte, stieg die Einwohnerzahl Aachens um die Jahrhundertwende durch die Eingemeindungen von Burtscheid (1897) und Forst (1906) auf über 150.000.

## Erster Weltkrieg und Weimarer Republik
Aufgrund des sogenannten Schlieffen-Plans besaß die Stadt Aachen während des Ersten Weltkriegs eine Schlüsselstellung. Sowohl die erste als auch die zweite Armee wurde über dem Aachener Raum zusammengezogen und an die Front geschickt. Zudem verlief in Aachen nördlich von Luxemburg die einzig nennenswerte Bahnverbindung nach Belgien; damit kam der Stadt auch für den Nachschub und für den Rücktransport von Verwundeten eine entscheidende Stellung zu, die während des gesamten Krieges anhielt. Zahlreiche Feldlager, Lazarette, Gefangenenlager und andere Kriegseinrichtungen mussten in Aachen in wenigen Tagen neu eingerichtet werden. In großen Teilen wurden hierfür vorhandene Gebäude umfunktioniert. So wurden beispielsweise schon zu Beginn des Krieges die Burtscheider Kurpark-Terrassen zu einem großen Lazarettlager umgestaltet.
Vor allem Frauen und Kinder wurden für die vielen neuen Aufgaben innerhalb der Stadt herangezogen. Diese arbeiteten u. a. auch in Kriegsküchen, Waffenfabriken, welche einen besonderen Stellenwert aufgrund ihrer Nähe zur Front innehatte. Zu ihrem Alltag gehörten neben Botengängen und Fabrikarbeit auch in Zusammenarbeit mit dem Roten Kreuz die Erstellung und Versendung sogenannter „Liebesgaben“ für die Soldaten an der Front.

Infolgedessen kam es nach Ausbruch des Krieges in Aachen, wie auch in anderen Städten, zu einer euphorischen Begeisterung. Dieses Phänomen, welches auch als Augusterlebnis bekannt ist, erfasste vermutlich aber nicht alle Bevölkerungsschichten. In Aachen wurden vor allem männliche Jugendliche von dieser Begeisterung erfasst. Viele dieser jungen Männer waren Studenten der Technischen Hochschule in Aachen. So zogen rund 300 Studenten der TH an die Front, von denen nur rund 100 lebend zurückkamen. Trotz stark eingeschränktem Hochschulbetrieb wurde an der TH – vor allem in Hinblick auf den Krieg – weiter geforscht: So entwickelte z. B. Professor Wilhelm Borchers Infolge der Rohstoffknappheit ein Verfahren zur Isolation von Aluminium.

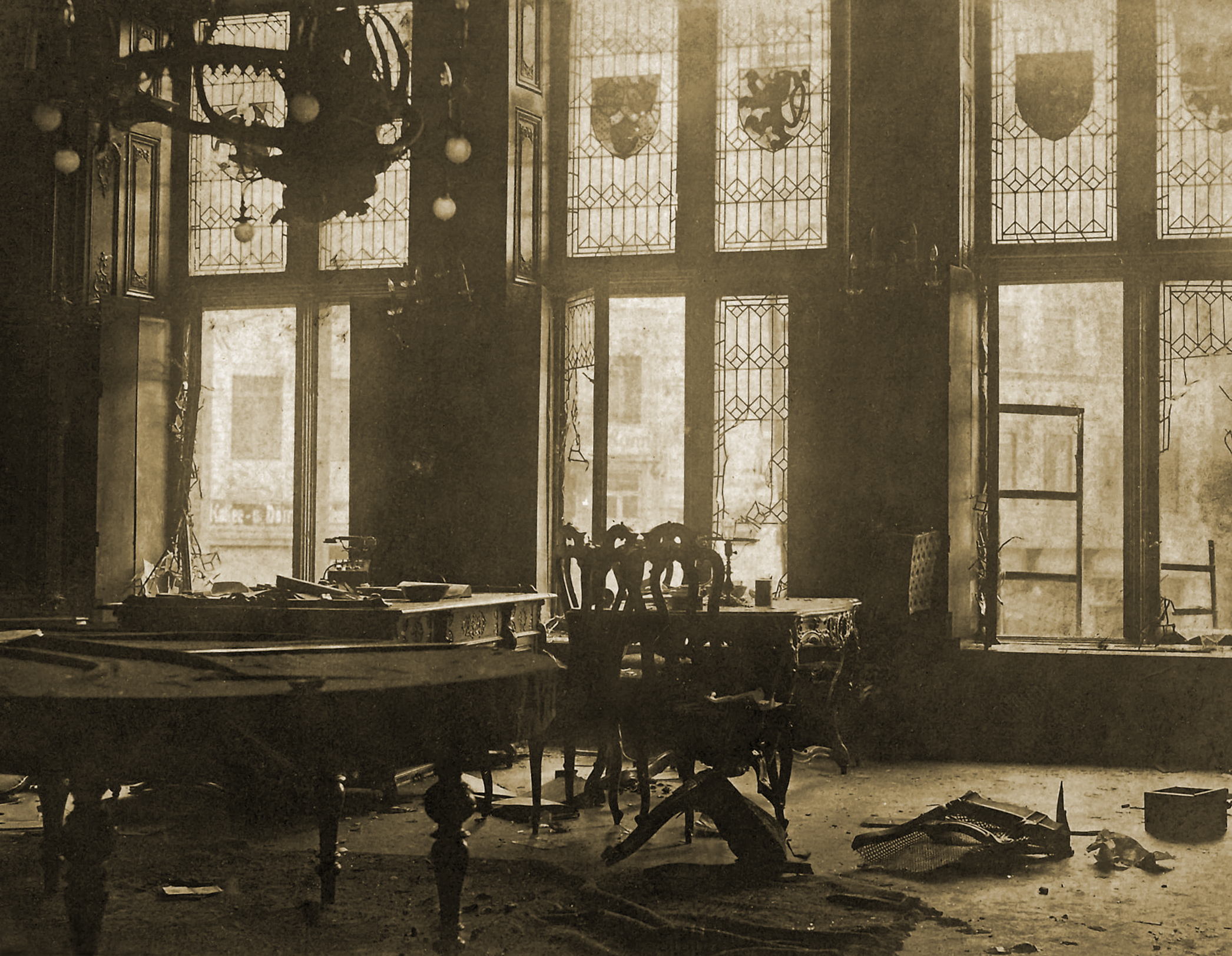
Verwüstungen im Aachener Rathaus nach der Erstürmung durch die Separatisten am 21. Oktober 1923

Während die Franzosen bereits 1920 wieder abzogen, blieb die belgische Besatzung insgesamt elf Jahre bestehen. In dieser Zeit unterstand Aachen dem Interalliierten Hohen Ausschuss für die Rheinlande.
In der Nachkriegszeit, die gezeichnet war von Hungersnöten und wirtschaftlichen Problemen, entstand in Aachen eine Separatistenbewegung, die am 21. Oktober 1923 während eines Putsches das Aachener Rathaus besetzte. Es kam zu blutigen Auseinandersetzungen zwischen den Separatisten und der Aachener Bevölkerung, die erst am 2. November von den belgischen Besatzern beendet wurden.
Aus Anlass der Jahrtausendfeier des Rheinlandes fand im Jahr 1925 in Aachen das erste internationale Reit-, Spring- und Fahrturnier statt. Seither wird dieses Turnier alljährlich vom Aachen-Laurensberger Rennverein (ALRV) auf den Wiesen des Gutes Kuckesrath in der Soers veranstaltet. Seit 1952 offiziell CHIO (Concours Hippique International Officiel) genannt, hat es sich bis heute zum weltgrößten Turnier des Pferdesports entwickelt.
Im Jahr 1930 wurde das 1825 aufgelöste Bistum Aachen wieder eingerichtet und dem Erzbistum Köln als Suffraganbistum unterstellt.

## Nationalsozialismus und Zweiter Weltkrieg
Das folgende Jahrzehnt war geprägt von Nationalsozialismus und Kriegsvorbereitungen. Der Aufstieg der NSDAP in Aachen wurde vor allem durch eine Clique um die Brüder Rudolf und Eduard Schmeer vorangetrieben; er verlief aber schleppender als im übrigen Reichsgebiet. Eine der Ursachen dafür war die kulturelle Dominanz des Katholizismus in Aachen und im übrigen Rheinland, durch den die Zentrumspartei ihre starke Stellung behaupten konnte. Ein weiterer Grund war der ausschweifende Lebenswandel des Kreises um die Brüder Schmeer und deren unredlicher Umgang mit Parteigeldern und öffentlichen Geldern – beide Aspekte erschwerten zunächst die Akzeptanz der Nationalsozialisten in der Bevölkerung. Ein früher Förderer der NSDAP in Aachen war der Fabrikant Max Mehler, der in seiner Fabrik bewusst Nationalsozialisten einstellte, darunter den späteren Oberbürgermeister Quirin Jansen und den späteren Reichsinspekteur Rudolf Schmeer. Ein großer Teil der Belegschaft in Mehlers Fabrik hatte 1927 führende Positionen in der damals noch relativ unbedeutenden Aachener NSDAP inne.
Im Jahr 1933 wurden in Aachen während der Machtergreifung 1933 die leitenden städtischen und staatlichen Beamten durch NSDAP-Mitglieder ersetzt und die Stadtverordnetenversammlung aufgelöst. 1937 fand die Aachener Heiligtumsfahrt statt, die mit ihren 800.000 teilnehmenden Pilgern als stummer Protest gegen das NS-Regime gelten kann.
Während der Novemberpogrome 1938 wurden auch in Aachen jüdische Geschäfte und Wohnungen verwüstet oder geplündert. Die Alte Synagoge wurde am Morgen des 10. November 1938 in Brand gesteckt.
552 Aachener jüdischer Herkunft wurden in den kommenden Jahren deportiert und in Vernichtungslagern ermordet. 
Im Winter 1939/1940, nach Beginn des Zweiten Weltkriegs, waren 40.000 Soldaten in Aachen stationiert. Am 10. Mai 1940, dem ersten Tag des Westfeldzugs, fielen Wehrmacht-Truppen auf breiter Front in die Niederlande, in Belgien und in Luxemburg ein. Die Ausschaltung des Forts Eben-Emael am 10. Mai 1940 erleichterte ihren Vormarsch.
In der Nacht vom 9. auf den 10. Juli 1941 flogen Bomber der Royal Air Force den ersten von fünf großen Luftangriffen gegen Aachen. Insgesamt wurden etwa 26.000 Wohnungen und über 5.000 Gebäude zerstört. Im Zweiten Weltkrieg wurde Aachen stark beschädigt, 65 % des Wohnraums wurden zerstört.

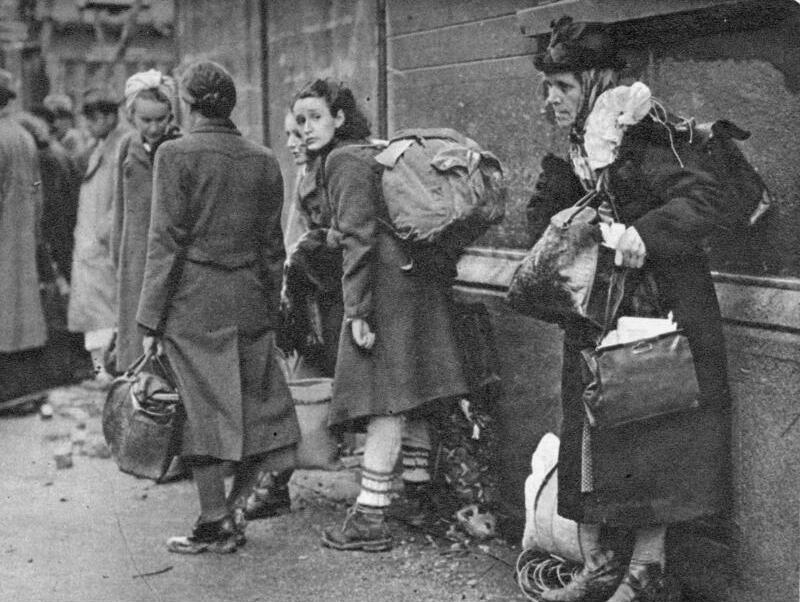
Flüchtlinge verlassen Aachen, 23. Okt. 1944
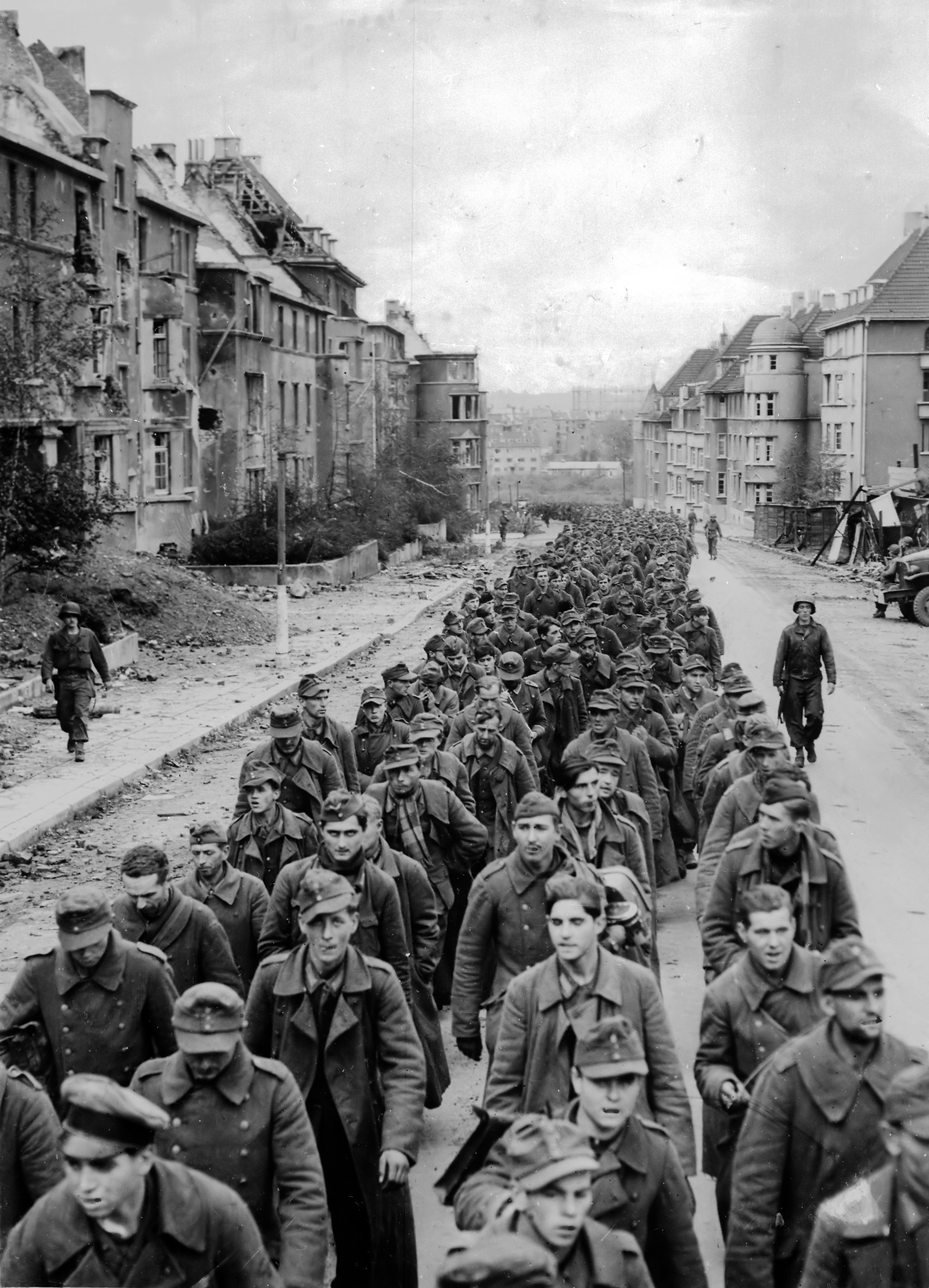
Zug dt. Kriegsgefangener in Aachen, Okt. 1944

Durch Aachen fuhren zahlreiche Reichsbahn-Züge, die zehntausende Menschen in ein KZ oder ein Vernichtungslager deportierten (siehe auch Holocaust#Benelux-Staaten und Holocaust#Frankreich).
Aachen wurde am 11. und 12. September 1944 zwangsevakuiert; einige Zivilisten blieben trotzdem in Aachen. Am 2. Oktober 1944 begann die Schlacht um Aachen. Oberst Gerhard Wilck kapitulierte am 21. Oktober 1944; Aachen war die erste eroberte deutsche Großstadt.
Die US-Militärregierung für Deutschland (OMGUS) setzte Franz Oppenhoff als neuen Bürgermeister ein. Oppenhoff wurde am 25. März 1945 von einem Kommandounternehmen auf direkten Befehl Heinrich Himmlers ermordet.
Die Region war zunächst von US-Truppen besetzt und dann Teil der britischen Besatzungszone. Ab dem 15. Mai 1945 marschierten belgische Truppen als Hilfskräfte im Auftrag der britischen Besatzungsarmee in Deutschland ein; sie waren auch in Aachen stationiert.

## Nachkriegszeit bis Gegenwart
1946 erreichte Aachen wieder 100.000 Einwohner. Am 23. August 1946 wurde der Nordteil der bisherigen Rheinprovinz, zu dem auch Aachen gehörte, Teil des neugegründeten Landes Nordrhein-Westfalen.
Beim Kaffeeschmuggel zwischen Belgien und Deutschland starben zwischen 1945 und 1953 40 Menschen an der so genannten Aachener Kaffeefront.
Die folgenden Jahre waren geprägt vom Wiederaufbau: Das Rathaus und der Dom wurden wieder hergerichtet, der Elisenbrunnen nach alten Plänen komplett neu erbaut und das Stadttheater, von dem nur die Fassade erhalten geblieben war, bekam ein neues Gebäude.

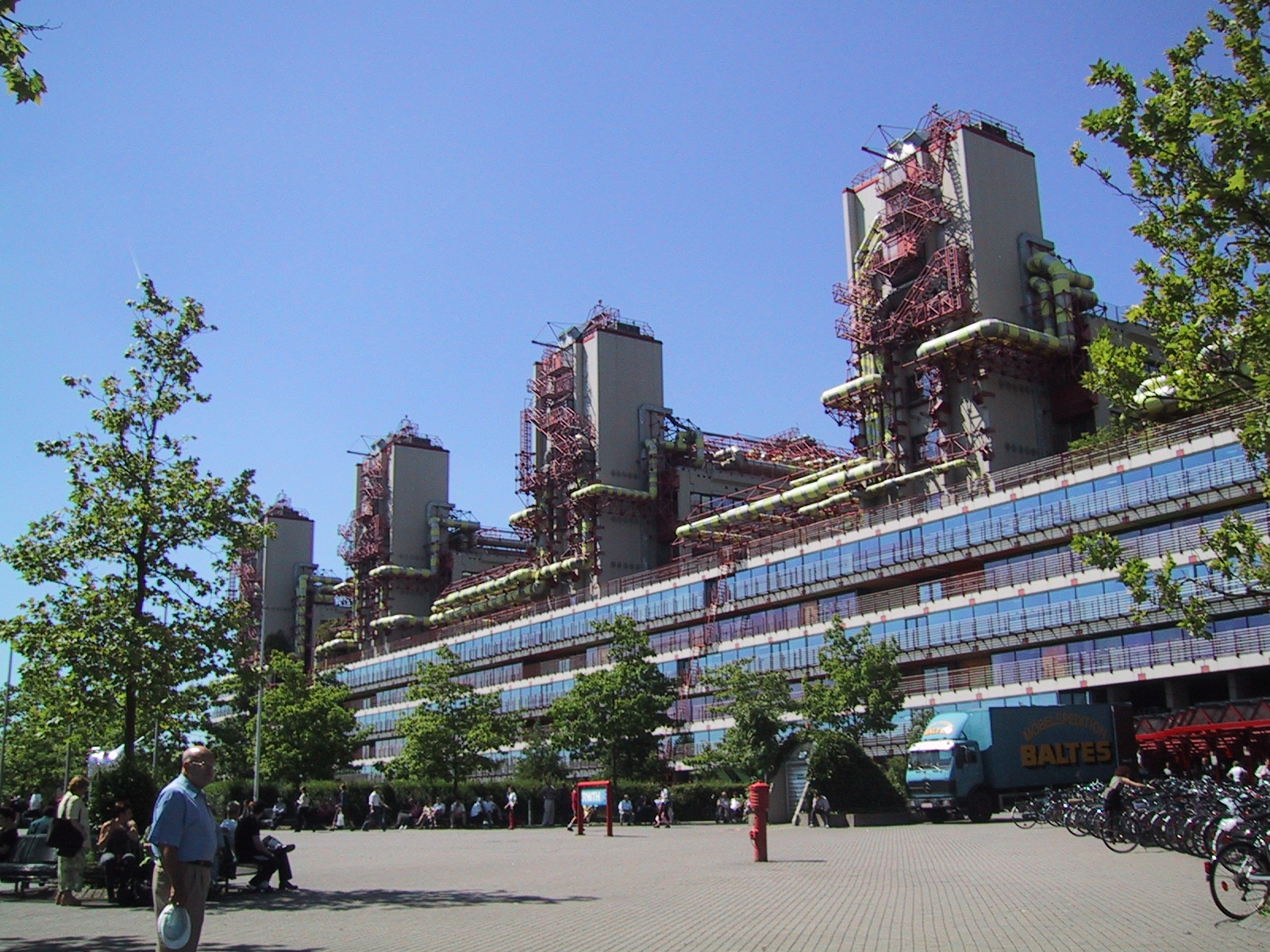
Das Universitätsklinikum der RWTH Aachen

Erstmals wurde 1950 der Internationale Karlspreis der Stadt Aachen für besondere Verdienste um Einigung und Frieden in Europa verliehen. Im gleichen Jahr fand auch die erste Vergabe des Ordens wider den tierischen Ernst statt, der seither alljährlich besonderen „Humor im Amt“ auszeichnet.
Bei der Gebietsreform von 1972 wurde das Stadtgebiet Aachens durch die Eingemeindung von Brand, Eilendorf, Haaren, Kornelimünster, Laurensberg, Richterich und Walheim mehr als verdoppelt, die Einwohnerzahl stieg auf 237.108 und der Kreis Aachen erhielt seine heutige Ausdehnung. Der Regierungsbezirk Aachen wurde jedoch aufgelöst und dem Regierungsbezirk Köln angegliedert.
Im gleichen Jahr begann der Bau des neuen Aachener Klinikums. Die Bauzeit betrug über zehn Jahre, und das Gebäude wurde 1985 vom damaligen Ministerpräsidenten Johannes Rau offiziell an die RWTH Aachen übergeben.
Als Henry Kissinger 1987 mit dem Karlspreis ausgezeichnet wurde, kam es zu Protesten. In deren Folge wurde der Aachener Friedenspreis aus der Taufe gehoben, der sich zu einem der namhaftesten Preise der Friedensbewegung entwickelte.
Im Jahr 1991 wurde die Kunstsammlung Ludwig in das frisch renovierte Gebäude der alten Schirmfabrik Brauer in der Jülicher Straße verlegt und als Ludwig Forum für Internationale Kunst wiedereröffnet.
Fast 50 Jahre nach der Zerstörung der alten Synagoge in der Reichspogromnacht wurde im Jahr 1995 die Neue Synagoge eingeweiht.
Im Jahr 2001 eröffnete mit den Carolus Thermen Bad Aachen eines der modernsten Thermalbäder Europas, Ende 2004 wurde der 1,5-millionste Besucher gezählt.
2006 wurden die Weltreiterspiele in Aachen ausgerichtet.
Am 25. Mai 2009 erhielt die Stadt den von der Bundesregierung verliehenen Titel „Ort der Vielfalt“.
2019 fand ein internationaler Zentralstreik der Bewegung Fridays for Future in Aachen statt. Nach Angaben des Veranstalters nahmen 40.000 Menschen aus 17 Ländern an der Demonstration am 21. Juni teil. Die Polizei zählte 36.000 Teilnehmer bei #AC2106 – Climate Justice without Borders.